# Sorrell Booke
Sorrell Booke (Buffalo, 4 gennaio 1930 – Sherman Oaks, 11 febbraio 1994) è stato un attore e imitatore statunitense di origini ebraiche.

## Biografia
Sorrell Booke parlava fluentemente 6 lingue, tra le quali il giapponese. Per questo, durante la guerra in Corea, servì il suo paese lavorando nell'intelligence. Oltre al giapponese parlava lo spagnolo, il russo, il francese e l’italiano.
Accreditato in alcune occasioni come Sorrel Brooke, l'attore recitò in parti di secondo piano in serie televisive quali Il dottor Kildare, Le strade di San Francisco e Colombo, ma il ruolo che lo rese più celebre fu quello di Jefferson Davis "J.D." (Boss) Hogg nella serie televisiva Hazzard.
È deceduto per cancro al colon a Sherman Oaks, California, l'11 febbraio 1994. È stato seppellito nel cimitero ebraico di Hillside Memorial Park di Culver City, California.

## Filmografia parziale

### Cinema
- Crisantemi per un delitto (Les Félins), regia di René Clément (1964)
- A prova di errore (Fail-Safe), regia di Sidney Lumet (1964)
- Una splendida canaglia (A Fine Madness), regia di Irvin Kershner (1966)
- Su per la discesa (Up the Down Staircase), regia di Robert Mulligan (1967)
- Matchless, regia di Alberto Lattuada (1967)
- Addio Braverman (Bye Bye Braverman), regia di Sidney Lumet (1968)
- Ma papà ti manda sola? (What's Up, Doc?), regia di Peter Bogdanovich (1972)
- Mattatoio 5 (Slaughterhouse-Five), regia di George Roy Hill (1972)
- The Iceman Cometh, regia di John Frankenheimer (1973)
- Una medaglia per il più corrotto (The Take), regia di Robert Hartford-Davis (1974)
- La rapina più pazza del mondo (Bank Shot), regia di Gower Champion (1974)
- Detective fra le piume (The Manchu Eagle Murder Caper Mystery), regia di Dean Hargrove (1975)
- Rapina... mittente sconosciuto (Special Delivery), regia di Paul Wendkos (1976)
- Tutto accadde un venerdì (Freaky Friday), regia di Gary Nelson (1976)
- L'altra faccia di mezzanotte (The Other Side of Midnight), regia di Charles Jarrott (1977)
- Il gatto venuto dallo spazio (The Cat from Outer Space), regia di Norman Tokar (1978)

### Televisione
- The Nurses – serie TV, episodio 1x06 (1962)
- La grande avventura (The Great Adventure) – serie TV, episodio 1x25 (1964)
- Il ladro (T.H.E. Cat) – serie TV, episodio 1x01 (1966)
- Agenzia U.N.C.L.E. (The Girl from U.N.C.L.E.) – serie TV, episodio 1x26 (1967)
- Selvaggio west (The Wild Wild West) – serie TV, episodio 4x08 (1968)
- Colombo (Columbo) – serie TV, episodi 3x07-6x03 (1974-1977)
- La casa nella prateria (Little House on the Prairie) – serie TV, episodio 4x16 (1978)
- Hazzard (The Dukes of Hazzard) – serie TV, 147 episodi (1979-1985)

### Doppiatore
- Scooby-Doo e i Boo Brothers, regia di Paul Sommer e Carl Urbano (1987)
- Yoghi e l'invasione degli orsi spaziali, regia di Ray Patterson e Don Lusk (1988)
- Tiny Toon Adventures: Viva le vacanze, regia di Rich Arons, Ken Boyer, Alfred Gimeno, Barry Caldwell, Art Leonardi, Byron Vaughns e Kent Butterworth (1992)
- Eddy e la banda del sole luminoso, regia di Don Bluth e Dan Kuenster (1992)

## Doppiatori italiani
Nelle versioni in italiano delle opere in cui ha recitato, Sorrell Booke è stato doppiato da:
- Roberto Bertea ne A prova di errore
- Ferruccio Amendola ne Una splendida canaglia
- Mario Bardella in Tutto accade un venerdì
- Vinicio Sofia ne Il gatto venuto dallo spazio[1]
- Elio Pandolfi in Hazzard

Da doppiatore è sostituito da:
- Francesco Pannofino in Eddy e la Banda del sole luminoso